# تاگارت (ایندیانا)
تاگارت (به انگلیسی: Taggart) یک منطقهٔ مسکونی در ایالات متحده آمریکا است که در شهرستان براون، ایندیانا واقع شده‌است. تاگارت ۲۰۶٫۰۵ متر بالاتر از سطح دریا قرار دارد.